# 贾罗
贾罗（英語：Jarrow）是位於英國英格蘭東北部泰恩河畔的一座城市，有人口27,526人。在1974年，贾罗被併入泰恩-威爾郡。在19世紀至1935年期間，贾罗曾是一個造船業中心城市。

## 外部連結
- South Tyneside Council & Community website （页面存档备份，存于） - Local council website
- BBC History: The Jarrow Crusade （页面存档备份，存于）
- Jarrow War Roll Researched by Vin Mullen